# Grenzübergang al-Qa'im
Der Grenzübergang al-Qa'im (arabisch معبر القائم الحدودي, DMG maʿbar al-Qāʾim al-ḥudūdī) ist ein Grenzübergang. Er verbindet die syrische Stadt al-Bukamal mit der irakischen Stadt al-Qa'im entlang der Route vom syrischen Aleppo (von hier 480 km entfernt) zum irakischen Bagdad (340 km entfernt). Der IS nahm den Übergang im Juni 2014 ein. Im November 2017 wurde der Grenzübergang von der Terrororganisation IS durch die Irakischen Streitkräfte befreit.